# Child Protective Services
Pour les articles homonymes, voir CPS, DCF, DSS et DCFS.
Child Protective Services (CPS), en français service de protection de l'enfance, est le nom d'une agence gouvernementale présente dans de nombreux États des États-Unis, responsable de la protection de l'enfance, ce qui inclut de répondre aux signalements de maltraitance ou de négligence. Certains états ont recours à d'autres noms, souvent pour refléter des missions plus centrées sur la famille. Le CPS est aussi connu sous le nom de « Department of Social Services » (DSS), ou simplement « Social Services » (services sociaux).
Autres Noms et Sigles pour le CPS : 
- Department of Children and Families - DCF
- Department of Children and Family Services - DCFS
- Department Social Services - DSS

CPS/DCF est un ministère.

## Lois et normes
Les lois fédérales des États-Unis qui régissent les CPS sont :
- Child Abuse Prevention and treatment Act (CAPTA)
- Indian Child Welfare Act (ICWA)
- Multi-Ethnique de Placement de Loi (MEPA)
- L'Adoption et la Sécurité des Familles Loi (ASFA)
- L'article 504 de la Rehabilitation Act de 1973 (Article 504)
- Titre II de l'Americans with Disabilities Act de 1990 (ADA)
- 42 U. S. C. Section 1983, et selon les circonstances 1985.

## Histoire
En 1690 existait une cour pénale pour les cas de violence sexuelle sur enfant. En 1692, les États et les municipalités ont identifié des besoins de soins aux enfants maltraités et négligés, de la responsabilité des collectivités locales et des établissements privés. En 1696, Le Royaume d'Angleterre a d'abord utilisé le principe juridique de la doctrine parens patriae, qui a donné à la couronne royale le soins de s'occuper des « organismes de bienfaisance pour les nourrissons, les idiots et les fous retournés à la chancellerie ». Ce principe de la doctrine parens patriae a été identifié comme la base légale de l'intervention gouvernementale parmi les familles pour s'occuper des cas de maltraitance et négligence infantiles.